# Vòng loại Giải vô địch bóng đá thế giới 2014 – Khu vực châu Phi (Vòng 2)
Dưới đây là bài chi tiết về Vòng loại giải vô địch bóng đá thế giới 2014 khu vực châu Phi (vòng 2).

## Thể thức
Ở vòng loại này, 28 đội được xếp hạng vừa của khu vực châu Phi sẽ thi đấu cùng với 12 đội xuất sắc của vòng 1. Các đội đã được rút ra thành mười nhóm bốn đội, lễ bốc thăm chia bảng diễn ra tại Marina da Glória ở Rio de Janeiro, Brasil vào ngày 30 tháng 7 năm 2011.
Trận đấu diễn ra từ ngày 1 tháng 6 năm 2012 đến ngày 10 tháng 9 năm 2013. 10 đội đứng đầu mỗi bảng được đặc cách tiến vào vòng 3.

## Hạt giống
Kết quả bốc thăm hạt giống dựa trên bảng xếp hạng FIFA được công bố vào tháng 7 năm 2011.
| Nhóm 1 | Nhóm 2                                                                                     | Nhóm 3                                                                                           | Nhóm 4 |
| --- | ------------------------------------------------------------------------------------------ | ------------------------------------------------------------------------------------------------ | --- |
| Bờ Biển Ngà · Ai Cập · Ghana · Burkina Faso · Nigeria · Sénégal · Nam Phi · Cameroon · Algérie · Tunisia · | Gabon · Libya · Maroc · Guinée · Botswana · Malawi · Zambia · Uganda · Mali · Cabo Verde · | Bénin · Zimbabwe · Trung Phi · Sierra Leone · Sudan · Niger · Gambia · Angola · Kenya† · Togo† · | Namibia† · Liberia† · Mozambique† · Guinea Xích Đạo† · Ethiopia† · Lesotho† · Rwanda† · CHDC Congo† · Cộng hòa Congo† · Tanzania† · |

† Đội thắng cuộc ở vòng 1 có danh tính không được biết đến tại thời điểm công bố

## Bảng đấu
| Chú thích                        |
| -------------------------------- |
| Đội giành quyền vào thẳng vòng 3 |

### Bảng A
Bản mẫu:Vòng loại giải vô địch bóng đá thế giới 2014 khu vực châu Phi (vòng 2) Bảng A
| Trung Phi           | 2–0      | Botswana |
| ------------------- | -------- | -------- |
| Kéthévoama 19', 49' | Chi tiết |          |

| Nam Phi    | 1–1      | Ethiopia    |
| ---------- | -------- | ----------- |
| Mphela 77' | Chi tiết | Saladin 28' |

| Botswana | 1–1      | Nam Phi   |
| -------- | -------- | --------- |
| Nato 38' | Chi tiết | Gould 14' |

| Ethiopia         | 2–0      | Trung Phi |
| ---------------- | -------- | --------- |
| Saladin 36', 88' | Chi tiết |           |

| Nam Phi                  | 2–0      | Trung Phi |
| ------------------------ | -------- | --------- |
| Matlaba 33' · Parker 71' | Chi tiết |           |

| Ethiopia    | 1–0      | Botswana |
| ----------- | -------- | -------- |
| Getaneh 89' | Chi tiết |          |

| Botswana | 3–0 Xử thua | Ethiopia |
| -------- | ----------- | -------- |
|          | Report      |          |

| Trung Phi | 0–3      | Nam Phi                                   |
| --------- | -------- | ----------------------------------------- |
|           | Chi tiết | Parker 26' · Tshabalala 41' · Mashego 90' |

| Botswana                                         | 3–2      | Trung Phi                  |
| ------------------------------------------------ | -------- | -------------------------- |
| Ramatlhakwane 37' (ph.đ.) · Ngele 74' · Nato 86' | Chi tiết | Zimbori-Auzingoni 29', 50' |

| Ethiopia                        | 2–1      | Nam Phi    |
| ------------------------------- | -------- | ---------- |
| Getaneh 43' · Parker 70' (l.n.) | Chi tiết | Parker 34' |

| Nam Phi                                            | 4–1      | Botswana          |
| -------------------------------------------------- | -------- | ----------------- |
| Erasmus 28' · Furman 46' · Parker 84', 89' (ph.đ.) | Chi tiết | Ramatlhakwane 73' |

| Trung Phi | 1–2      | Ethiopia                  |
| --------- | -------- | ------------------------- |
| Kéïta 23' | Chi tiết | Saladin 48' · Teshome 61' |

### Bảng B
Bản mẫu:Vòng loại giải vô địch bóng đá thế giới 2014 khu vực châu Phi (vòng 2) Bảng B
| Sierra Leone             | 2–1      | Cabo Verde   |
| ------------------------ | -------- | ------------ |
| M. Kamara 11' · Suma 26' | Chi tiết | Soares 90+3' |

| Tunisia                      | 3–1      | Guinea Xích Đạo |
| ---------------------------- | -------- | --------------- |
| Jemâa 51' · Hammami 56', 86' | Chi tiết | Randy 34'       |

| Guinea Xích Đạo  | 2–2      | Sierra Leone                |
| ---------------- | -------- | --------------------------- |
| Juvenal 14', 40' | Chi tiết | Barlay 22' · T. Bangura 25' |

| Cabo Verde       | 1–2      | Tunisia                 |
| ---------------- | -------- | ----------------------- |
| Odaïr Fortes 26' | Chi tiết | Khelifa 14' · Jemâa 46' |

| Tunisia                  | 2–1      | Sierra Leone  |
| ------------------------ | -------- | ------------- |
| Darragi 57' · Khazri 72' | Chi tiết | A. Kamara 74' |

| Guinea Xích Đạo | 0–3 Án phạt | Cabo Verde |
| --------------- | ----------- | ---------- |
|                 | Chi tiết    |            |

| Sierra Leone             | 2–2      | Tunisia                               |
| ------------------------ | -------- | ------------------------------------- |
| K. Kamara 38' · Suma 70' | Chi tiết | Darragi 55' (ph.đ.) · Ben Youssef 89' |

| Cabo Verde | 3–0 Án phạt | Guinea Xích Đạo |
| ---------- | ----------- | --------------- |
|            | Chi tiết    |                 |

| Cabo Verde | 1–0      | Sierra Leone |
| ---------- | -------- | ------------ |
| Héldon 13' | Chi tiết |              |

| Guinea Xích Đạo     | 1–1      | Tunisia             |
| ------------------- | -------- | ------------------- |
| Juvenal 36' (ph.đ.) | Chi tiết | Darragi 64' (ph.đ.) |

| Sierra Leone                                        | 3–2      | Guinea Xích Đạo          |
| --------------------------------------------------- | -------- | ------------------------ |
| H. Bangura 21' · Kargbo 40' (ph.đ.) · A. Kamara 70' | Chi tiết | Juvenal 87' · Bolado 89' |

| Tunisia | 3–0 Xử thua | Cabo Verde               |
| ------- | ----------- | ------------------------ |
|         | Chi tiết    | Platini 28' · Héldon 42' |

### Bảng C
Bản mẫu:Vòng loại giải vô địch bóng đá thế giới 2014 khu vực châu Phi (vòng 2) Bảng C
| Gambia     | 1–1      | Maroc      |
| ---------- | -------- | ---------- |
| Jammeh 15' | Chi tiết | Kharja 76' |

| Bờ Biển Ngà            | 2–0      | Tanzania |
| ---------------------- | -------- | -------- |
| Kalou 10' · Drogba 71' | Chi tiết |          |

| Maroc                                | 2–2      | Bờ Biển Ngà             |
| ------------------------------------ | -------- | ----------------------- |
| Kharja 42' (ph.đ.) · Abourazzouk 89' | Chi tiết | Kalou 8' · K. Touré 60' |

| Tanzania                        | 2–1      | Gambia       |
| ------------------------------- | -------- | ------------ |
| Kapombe 61' · Nyoni 85' (ph.đ.) | Chi tiết | M. Ceesay 8' |

| Bờ Biển Ngà                                 | 3–0      | Gambia |
| ------------------------------------------- | -------- | ------ |
| Bony 51' (ph.đ.) · Y. Touré 57' · Kalou 70' | Chi tiết |        |

| Tanzania                        | 3–1      | Maroc          |
| ------------------------------- | -------- | -------------- |
| Ulimwengu 46' · Samata 67', 79' | Chi tiết | El-Arabi 90+3' |

| Gambia | 0–3      | Bờ Biển Ngà                             |
| ------ | -------- | --------------------------------------- |
|        | Chi tiết | L. Traoré 12' · Bony 61' · Y. Touré 89' |

| Maroc                                | 2–1      | Tanzania   |
| ------------------------------------ | -------- | ---------- |
| Hamdallah 39' (ph.đ.) · El-Arabi 51' | Chi tiết | Kiemba 26' |

| Maroc                     | 2–0      | Gambia |
| ------------------------- | -------- | ------ |
| Barrada 3' · Belhanda 51' | Chi tiết |        |

| Tanzania                  | 2–4      | Bờ Biển Ngà                                      |
| ------------------------- | -------- | ------------------------------------------------ |
| Kiemba 2' · Ulimwengu 34' | Chi tiết | Traoré 13' · Touré 23', 43' (ph.đ.) · Bony 90+3' |

| Gambia         | 2–0      | Tanzania |
| -------------- | -------- | -------- |
| Jarju 45', 51' | Chi tiết |          |

| Bờ Biển Ngà        | 1–1      | Maroc        |
| ------------------ | -------- | ------------ |
| Drogba 83' (ph.đ.) | Chi tiết | El-Arabi 53' |

### Bảng D
Bản mẫu:Vòng loại giải vô địch bóng đá thế giới 2014 khu vực châu Phi (vòng 2) Bảng D
| Ghana                                                                         | 7–0      | Lesotho |
| ----------------------------------------------------------------------------- | -------- | ------- |
| Muntari 15' · Adiyiah 24', 49' · J. Ayew 45', 89' · Atsu 86' · Akaminko 90+1' | Chi tiết |         |

| Sudan | 0–3 Án phạt | Zambia |
| ----- | ----------- | ------ |
|       | Chi tiết    |        |

| Zambia         | 1–0      | Ghana |
| -------------- | -------- | ----- |
| C. Katongo 15' | Chi tiết |       |

| Lesotho | 0–0      | Sudan |
| ------- | -------- | ----- |
|         | Chi tiết |       |

| Lesotho    | 1–1      | Zambia      |
| ---------- | -------- | ----------- |
| Marabe 88' | Chi tiết | Mbesuma 74' |

| Ghana                                                 | 4–0      | Sudan |
| ----------------------------------------------------- | -------- | ----- |
| Gyan 19' · Wakaso 38' · Waris 80' · Agyemang-Badu 83' | Chi tiết |       |

| Sudan                | 1–3      | Ghana                       |
| -------------------- | -------- | --------------------------- |
| El Tahir 26' (ph.đ.) | Chi tiết | Gyan 20', 57' · Muntari 83' |

| Zambia                                          | 4–0      | Lesotho |
| ----------------------------------------------- | -------- | ------- |
| Mulenga 36', 63' · C. Katongo 61' · Mbesuma 83' | Chi tiết |         |

| Zambia      | 1–1      | Sudan       |
| ----------- | -------- | ----------- |
| Mulenga 69' | Chi tiết | Ibrahim 70' |

| Lesotho | 0–2      | Ghana               |
| ------- | -------- | ------------------- |
|         | Chi tiết | Boye 45' · Gyan 82' |

| Ghana                   | 2–1      | Zambia      |
| ----------------------- | -------- | ----------- |
| Waris 17' · Asamoah 62' | Chi tiết | Sinkala 72' |

| Sudan                   | 2–3      | Lesotho                                    |
| ----------------------- | -------- | ------------------------------------------ |
| Almadina 3' · Tahir 23' | Chi tiết | Seturumane 44' · Lekhoana 75' · Koetle 80' |

### Bảng E
Bản mẫu:Vòng loại giải vô địch bóng đá thế giới 2014 khu vực châu Phi (vòng 2) Bảng E
| Burkina Faso | 0–3 Án phạt | Cộng hòa Congo |
| ------------ | ----------- | -------------- |
|              | Chi tiết    |                |

| Niger | 3–0 Án phạt | Gabon |
| ----- | ----------- | ----- |
|       | Chi tiết    |       |

| Cộng hòa Congo | 1–0      | Niger |
| -------------- | -------- | ----- |
| Malonga 89'    | Chi tiết |       |

| Gabon       | 1–0      | Burkina Faso |
| ----------- | -------- | ------------ |
| Ebanega 57' | Chi tiết |              |

| Cộng hòa Congo | 1–0      | Gabon |
| -------------- | -------- | ----- |
| Samba 61'      | Chi tiết |       |

| Burkina Faso                                        | 4–0      | Niger |
| --------------------------------------------------- | -------- | ----- |
| Pitroipa 3' · Bancé 34' · Kaboré 77' · Nakoulma 86' | Chi tiết |       |

| Gabon | 0–0      | Cộng hòa Congo |
| ----- | -------- | -------------- |
|       | Chi tiết |                |

| Niger | 0–1      | Burkina Faso |
| ----- | -------- | ------------ |
|       | Chi tiết | Pitroipa 80' |

| Cộng hòa Congo | 0–1      | Burkina Faso |
| -------------- | -------- | ------------ |
|                | Chi tiết | Bancé 38'    |

| Gabon                                                               | 4–1      | Niger   |
| ------------------------------------------------------------------- | -------- | ------- |
| P. Aubameyang 42' (ph.đ.), 87' (ph.đ.), 90+7' (ph.đ.) · Manga 90+6' | Chi tiết | Ali 14' |

| Burkina Faso | 1–0      | Gabon |
| ------------ | -------- | ----- |
| Nakoulma 54' | Chi tiết |       |

| Niger                  | 2–2      | Cộng hòa Congo               |
| ---------------------- | -------- | ---------------------------- |
| Cissé 34' · Daouda 70' | Chi tiết | N'Guessi 66' · Kapolongo 76' |

### Bảng F
Bản mẫu:Vòng loại giải vô địch bóng đá thế giới 2014 khu vực châu Phi (vòng 2) Bảng F
| Kenya | 0–0    | Malawi |
| ----- | ------ | ------ |
|       | Report |        |

| Nigeria     | 1–0      | Namibia |
| ----------- | -------- | ------- |
| I. Uche 80' | Chi tiết |         |

| Malawi      | 1–1      | Nigeria      |
| ----------- | -------- | ------------ |
| Banda 90+3' | Chi tiết | Egwuekwe 89' |

| Namibia   | 1–0      | Kenya |
| --------- | -------- | ----- |
| Botes 75' | Chi tiết |       |

| Nigeria        | 1–1      | Kenya      |
| -------------- | -------- | ---------- |
| Oduamadi 90+4' | Chi tiết | Kahata 35' |

| Namibia | 0–1      | Malawi     |
| ------- | -------- | ---------- |
|         | Chi tiết | Mhango 71' |

| Malawi | 0–0      | Namibia |
| ------ | -------- | ------- |
|        | Chi tiết |         |

| Kenya | 0–1      | Nigeria  |
| ----- | -------- | -------- |
|       | Chi tiết | Musa 80' |

| Malawi                     | 2–2      | Kenya                            |
| -------------------------- | -------- | -------------------------------- |
| Ngalande 47' · Ng'ambi 81' | Chi tiết | Murunga 53' · Chavula 88' (l.n.) |

| Namibia      | 1–1      | Nigeria      |
| ------------ | -------- | ------------ |
| Kavendji 77' | Chi tiết | Oboabona 82' |

| Nigeria                           | 2–0      | Malawi |
| --------------------------------- | -------- | ------ |
| Emenike 45+1' · Moses 51' (ph.đ.) | Chi tiết |        |

| Kenya    | 1–0      | Namibia |
| -------- | -------- | ------- |
| Owino 5' | Chi tiết |         |

### Bảng G
Bản mẫu:Vòng loại giải vô địch bóng đá thế giới 2014 khu vực châu Phi (vòng 2) Bảng G
| Ai Cập                   | 2–0      | Mozambique |
| ------------------------ | -------- | ---------- |
| Fathalla 55' · Zidan 62' | Chi tiết |            |

| Zimbabwe | 0–1      | Guinée        |
| -------- | -------- | ------------- |
|          | Chi tiết | I. Traoré 27' |

| Mozambique | 0–0      | Zimbabwe |
| ---------- | -------- | -------- |
|            | Chi tiết |          |

| Guinée                                  | 2–3      | Ai Cập                                   |
| --------------------------------------- | -------- | ---------------------------------------- |
| A. Camara 20' (ph.đ.) · A. Bangoura 88' | Chi tiết | Aboutrika 58', 66' (ph.đ.) · Salah 90+3' |

| Mozambique | 0–0      | Guinée |
| ---------- | -------- | ------ |
|            | Chi tiết |        |

| Ai Cập                               | 2–1      | Zimbabwe   |
| ------------------------------------ | -------- | ---------- |
| Abd Rabo 64' · Aboutrika 88' (ph.đ.) | Chi tiết | Musona 74' |

| Zimbabwe                 | 2–4      | Ai Cập                             |
| ------------------------ | -------- | ---------------------------------- |
| Musona 21' · Zvasiya 81' | Chi tiết | Aboutrika 5' · Salah 40', 76', 83' |

| Guinée                                                                        | 6–1      | Mozambique            |
| ----------------------------------------------------------------------------- | -------- | --------------------- |
| M. Yattara 15', 90' · S. Diallo 33', 45' (ph.đ.) · I. Traoré 76' · Diarra 81' | Chi tiết | Domingues 44' (ph.đ.) |

| Mozambique | 0–1      | Ai Cập    |
| ---------- | -------- | --------- |
|            | Chi tiết | Salah 40' |

| Guinée         | 1–0      | Zimbabwe |
| -------------- | -------- | -------- |
| M. Yattara 37' | Chi tiết |          |

| Zimbabwe    | 1–1      | Mozambique  |
| ----------- | -------- | ----------- |
| Mambare 41' | Chi tiết | Maninho 70' |

| Ai Cập                                                   | 4–2      | Guinée                        |
| -------------------------------------------------------- | -------- | ----------------------------- |
| Ghaly 38' · Aboutrika 51' (ph.đ.) · Salah 83' · Zaki 87' | Chi tiết | El-Abd 4' (l.n.) · Soumah 57' |

### Bảng H
Bản mẫu:Vòng loại giải vô địch bóng đá thế giới 2014 khu vực châu Phi (vòng 2) Bảng H
| Algérie                                       | 4–0      | Rwanda |
| --------------------------------------------- | -------- | ------ |
| Feghouli 26' · Soudani 31', 82' · Slimani 79' | Chi tiết |        |

| Bénin          | 1–0      | Mali |
| -------------- | -------- | ---- |
| Omotoyossi 18' | Chi tiết |      |

| Rwanda             | 1–1      | Bénin          |
| ------------------ | -------- | -------------- |
| Bokota 86' (ph.đ.) | Chi tiết | Omotoyossi 74' |

| Mali                    | 2–1      | Algérie    |
| ----------------------- | -------- | ---------- |
| N'Diaye 30' · Maïga 81' | Chi tiết | Slimani 6' |

| Rwanda     | 1–2      | Mali                        |
| ---------- | -------- | --------------------------- |
| Kagere 36' | Chi tiết | Samassa 49' · A. Traoré 54' |

| Algérie                                   | 3–1      | Bénin       |
| ----------------------------------------- | -------- | ----------- |
| Feghouli 10' · Taïder 59' · Slimani 90+2' | Chi tiết | Gestede 26' |

| Bénin       | 1–3      | Algérie                       |
| ----------- | -------- | ----------------------------- |
| Gestede 31' | Chi tiết | Slimani 38', 42' · Ghilas 78' |

| Mali        | 1–1      | Rwanda     |
| ----------- | -------- | ---------- |
| N'Diaye 78' | Chi tiết | Kagere 33' |

| Rwanda | 0–1      | Algérie    |
| ------ | -------- | ---------- |
|        | Chi tiết | Taïder 51' |

| Mali                              | 2–2      | Bénin                         |
| --------------------------------- | -------- | ----------------------------- |
| Samassa 14' (ph.đ.) · Diabaté 69' | Chi tiết | Sessègnon 7' · Omotoyossi 31' |

| Bénin                     | 2–0      | Rwanda |
| ------------------------- | -------- | ------ |
| Poté 36' · Babatounde 53' | Chi tiết |        |

| Algérie     | 1–0      | Mali |
| ----------- | -------- | ---- |
| Soudani 51' | Chi tiết |      |

### Bảng I
Bản mẫu:Vòng loại giải vô địch bóng đá thế giới 2014 khu vực châu Phi (vòng 2) Bảng I
| Cameroon                  | 1–0      | CHDC Congo |
| ------------------------- | -------- | ---------- |
| Choupo-Moting 54' (ph.đ.) | Chi tiết |            |

| Togo       | 1–1      | Libya     |
| ---------- | -------- | --------- |
| Damessi 8' | Chi tiết | Zuway 16' |

| CHDC Congo                      | 2–0      | Togo |
| ------------------------------- | -------- | ---- |
| Mputu 23' · Mbokani 81' (ph.đ.) | Chi tiết |      |

| Libya                    | 2–1      | Cameroon          |
| ------------------------ | -------- | ----------------- |
| Zuway 6' · Ahniash 90+3' | Chi tiết | Choupo-Moting 15' |

| Cameroon               | 2–1      | Togo       |
| ---------------------- | -------- | ---------- |
| Eto'o 41' (ph.đ.), 82' | Chi tiết | Womé 45+1' |

| CHDC Congo | 0–0      | Libya |
| ---------- | -------- | ----- |
|            | Chi tiết |       |

| Libya | 0–0      | CHDC Congo |
| ----- | -------- | ---------- |
|       | Chi tiết |            |

| Togo | 0–3 Awarded | Cameroon |
| ---- | ----------- | -------- |
|      | Chi tiết    |          |

| Libya                                   | 2–0      | Togo |
| --------------------------------------- | -------- | ---- |
| Al Badri 7' (ph.đ.) · Amewou 17' (l.n.) | Chi tiết |      |

| CHDC Congo | 0–0      | Cameroon |
| ---------- | -------- | -------- |
|            | Chi tiết |          |

| Cameroon    | 1–0      | Libya |
| ----------- | -------- | ----- |
| Chedjou 42' | Chi tiết |       |

| Togo                           | 2–1      | CHDC Congo |
| ------------------------------ | -------- | ---------- |
| Lalawélé 34' · Aloenouvo 90+2' | Chi tiết | Ebunga 82' |

### Bảng J
Bản mẫu:Vòng loại giải vô địch bóng đá thế giới 2014 khu vực châu Phi (vòng 2) Bảng J
| Sénégal                           | 3–1      | Liberia |
| --------------------------------- | -------- | ------- |
| Baldé 33' · N'Doye 71' · Mané 83' | Chi tiết | Doe 15' |

| Angola    | 1–1      | Uganda   |
| --------- | -------- | -------- |
| Djalma 7' | Chi tiết | Okwi 88' |

| Uganda                | 1–1      | Sénégal   |
| --------------------- | -------- | --------- |
| Walusimbi 87' (ph.đ.) | Chi tiết | Cissé 37' |

| Liberia | 0–0      | Angola |
| ------- | -------- | ------ |
|         | Chi tiết |        |

| Sénégal | 1–1      | Angola    |
| ------- | -------- | --------- |
| Sow 40' | Chi tiết | Amaro 75' |

| Liberia               | 2–0      | Uganda |
| --------------------- | -------- | ------ |
| Wleh 32' · Laffor 50' | Chi tiết |        |

| Uganda     | 1–0      | Liberia |
| ---------- | -------- | ------- |
| Mawejje 4' | Chi tiết |         |

| Angola     | 1–1      | Sénégal   |
| ---------- | -------- | --------- |
| Afonso 51' | Chi tiết | Cissé 23' |

| Uganda                 | 2–1      | Angola  |
| ---------------------- | -------- | ------- |
| Okwi 83' · Mawejje 89' | Chi tiết | Job 57' |

| Liberia | 0–2      | Sénégal                |
| ------- | -------- | ---------------------- |
|         | Chi tiết | Cissé 18' (ph.đ.), 53' |

| Angola                                               | 4–1      | Liberia      |
| ---------------------------------------------------- | -------- | ------------ |
| Guedes 2' · Mabululu 47' · Guilherme 60' · Abdul 63' | Chi tiết | Macauley 80' |

| Sénégal  | 1–0      | Uganda |
| -------- | -------- | ------ |
| Mané 84' | Chi tiết |        |

## Danh sách cầu thủ ghi bàn
6 bàn